# サッシャ・ベルト
サッシャ・ベルト（Sascha Bert、1975年3月5日 - ）は、ドイツのレーシングドライバー。ダルムシュタット出身。

## キャリア
ベルトは1993年にフォーミュラケーニッヒでカーレースのキャリアを開始し、2回表彰台に上がった。彼はシリーズ7位となった。後年、彼はドイツフォーミュラ・ルノー、ドイツF3 、マスターズF3 、フォーミュラ3モナコグランプリ、イタリアF3、国際F3000、イタリアF3000など様々なフォーミュラレースに参戦した経歴を持つ。FIA GT選手権やニュルブルクリンク24時間レースでも活躍した。

## 書誌
- Sascha Bert